# Justitiemord (bok)
Justitiemord. Fallet Keith Cederholm är en dokumentär bok av Jan Guillou, utgiven 1983.
Boken avhandlar förundersökningen och domen mot Keith Cederholm och påpekar flera orimligheter som indikerar  att Keith Cederholm var oskyldig.